# Bidessus perexiguus
Bidessus perexiguus är en skalbaggsart som beskrevs av H. J. Kolbe 1883. Bidessus perexiguus ingår i släktet Bidessus och familjen dykare. Inga underarter finns listade i Catalogue of Life.